# 마에다 나가타네
마에다 나가타네(일본어: 前田長種, 덴분(天文) 19년(1550년) ~ 간에이(寛永) 8년 (1631년 음력 3월 11일)는 아즈치모모야마 시대부터 에도 시대 초기의 무장이다.
가가 8가(加賀八家), 쓰시마 마에다(対馬前田) 가의 시조, 통칭은, 진시치로(甚七郎), 쓰시마노카미(対馬守). 만년에는 호를 겐보(源峯)라고 하였다. 아버지는 마에다 다네사다(前田種定), 부인은 고(幸, 마에다 도시이에의 장녀), 자녀는 나오토모(直知)외 1남과 미조구치 요시카쓰(溝口善勝)의 부인, 양녀(여동생)에 요코야마 나가치카(横山長知)의 부인.

## 생애
조상 때 부터, 시모노잇시키 성(下之一色城)의 마에다 씨로 마에다 도시이에의 본가 혈통에 해당한다고 한다. 오다 노부나가(織田信長)의 가신으로, 혼노지의 변(本能寺の変)의 후, 고마키·나가쿠테 전투(小牧・長久手の戦い)에서 하시바 히데요시(羽柴秀吉)에게 속해 오와리국(尾張国) 가니에 성(蟹江城)을 수비했으나, 도쿠가와 이에야스(徳川家康)·오다 노부카쓰(織田信雄)군에 패배하여 아버지 다네사다는 전사하였고, 형인 마에다 사다토시(前田定利)도 전사 하였다. 본거지인 시모노잇시키 성에 있던 나가타네는 항복해, 마에다 도시이에를 의지해 가신이 되어 나나오 성(七尾城)을 수비하였다. 그 후, 엣추국(越中国) 모리 산성(守山城) 조다이(城代)가 되어, 어린 2대 번주 마에다 도시쓰네(前田利常)를 양육했다. 도야마성(富山城)의 조다이로 지냈고, 게이초(慶長) 10년(1605년), 가가국(加賀国) 고마쓰 성(小松城)의 조다이가 되어, 2만석을 받았다.

## 사후
나가타네 사후 마에다 나오토모, 마에다 나오마사(前田直正), 마에다 다카사다(前田孝貞), 마에다 다카스케(前田孝資)‥（6,7대 생략)‥마에다 다카토모(前田孝友), 마에다 다카토모(前田孝本)로 마에다 쓰시마노카미 가문은 이어졌다. 또 적남 나오토모의 4남 마에다 쓰네토모(前田恒知)의 가계(마에다 쇼겐 가문(前田将監家))는 막말의 마에다 쓰네타카(前田恒敬)에 이르렀다. 4대째 다카사다의 차남 다카카즈(孝和, 가게유(勘解由))에 의해 마에다 가게유 가문이 나뉘었다.